# Act I
Act I — первый концертный альбом Тарьи Турунен, выпущен лейблом Universal Music совместно с Earmusic и Nuclear Blast на CD, DVD и Blu-ray 24 августа 2012.

## История
Act 1 — первый концертный альбом финской певицы, бывшей вокалистки Nightwish, Тарьи Турунен. Два концерта были записаны десятью HD камерами в El Círculo Theatre в Росарио, Аргентина, в марте 2012. Тарья исполнила разные песни с трёх своих альбомов, одну из самых известных песен Nightwish — «Nemo» и каверы песен Эндрю Ллойда Уэббера, Гэри Мура и Whitesnake.
10 июля Earmusic выпустил первый официальный тизер Act I.

## Список композиций
| №   | Название                          | Длительность |
| --- | --------------------------------- | ------------ |
| 1.  | «Anteroom Of Death»               | 4:20         |
| 2.  | «My Little Phoenix»               | 4:42         |
| 3.  | «Dark Star»                       | 4:44         |
| 4.  | «Naiad»                           | 7:34         |
| 5.  | «Falling Awake»                   | 5:15         |
| 6.  | «I Walk Alone»                    | 4:27         |
| 7.  | «Little Lies»                     | 4:23         |
| 8.  | «Into The Sun»                    | 4:31         |
| 9.  | «Nemo (Nightwish)»                | 5:03         |
| 10. | «Never Enough»                    | 4:55         |
| 11. | «Still of the Night (Whitesnake)» | 6:41         |
| 12. | «In For A Kill»                   | 5:07         |

| №   | Название                                                                               | Длительность |
| --- | -------------------------------------------------------------------------------------- | ------------ |
| 1.  | «Boy And The Ghost»                                                                    | 4:29         |
| 2.  | «Lost Northern Star»                                                                   | 4:38         |
| 3.  | «Ciarán's Well»                                                                        | 3:40         |
| 4.  | «Tired Of Being Alone»                                                                 | 5:56         |
| 5.  | «Where Were You Last Night / Heaven Is a Place on Earth / Livin' On A Prayer (Medley)» | 4:05         |
| 6.  | «Underneath»                                                                           | 5:40         |
| 7.  | «Oasis / The Archive Of Lost Dreams»                                                   | 4:17         |
| 8.  | «Crimson Deep»                                                                         | 7:35         |
| 9.  | «The Phantom of the Opera (Эндрю Ллойд Уэббер)»                                        | 6:48         |
| 10. | «Die Alive»                                                                            | 4:11         |
| 11. | «Until My Last Breath»                                                                 | 4:40         |
| 12. | «Over The Hills And Far Away (Гэри Мур)»                                               | 6:07         |

| №   | Название                                                                                               | Длительность |
| --- | --- | ------------ |
| 1.  | «If You Believe (Intro)»                                                                               | 4:00         |
| 2.  | «Anteroom Of Death»                                                                                    | 4:20         |
| 3.  | «My Little Phoenix»                                                                                    | 5:20         |
| 4.  | «Dark Star»                                                                                            | 5:15         |
| 5.  | «Naiad»                                                                                                | 7:22         |
| 6.  | «Falling Awake»                                                                                        | 5:18         |
| 7.  | «I Walk Alone»                                                                                         | 5:45         |
| 8.  | «Orpheus Hallucination / Orpheus In The Underworld»                                                    | 6:35         |
| 9.  | «Little Lies (инструментальная версия)»                                                                | 2:17         |
| 10. | «Little Lies»                                                                                          | 5:48         |
| 11. | «Into The Sun»                                                                                         | 4:38         |
| 12. | «Nemo (Nightwish)»                                                                                     | 6:05         |
| 13. | «Acoustic Set: - Rivers Of Lust - Minor Heaven - Montañas De Silencio - Sing For Me - I Feel Immortal» | 10:40        |
| 14. | «Never Enough»                                                                                         | 5:05         |
| 15. | «In For A Kill»                                                                                        | 6:10         |
| 16. | «Токката и фуга ре минор (BWV 565), И. С. Бах / The Phantom of the Opera (Эндрю Ллойд Уэббер)»         | 7:05         |
| 17. | «Die Alive»                                                                                            | 5:00         |
| 18. | «Until My Last Breath»                                                                                 | 8:40         |
| 19. | «Over The Hills And Far Away (Гэри Мур)»                                                               | 12:01        |

| №   | Название                                                                               | Длительность |
| --- | -------------------------------------------------------------------------------------- | ------------ |
| 1.  | «Boy And The Ghost»                                                                    | 4:30         |
| 2.  | «Lost Northern Star»                                                                   | 5:15         |
| 3.  | «Ciarán's Well»                                                                        | 3:45         |
| 4.  | «Tired of Being Alone»                                                                 | 6:40         |
| 5.  | «Where Were You Last Night / Heaven Is A Place On Earth / Livin' On A Prayer (Medley)» | 4:10         |
| 6.  | «Underneath»                                                                           | 6:05         |
| 7.  | «The Reign»                                                                            | 5:05         |
| 8.  | «Oasis / The Archive Of Lost Dreams»                                                   | 5:45         |
| 9.  | «Still Of The Night (Whitesnake)»                                                      | 7:00         |
| 10. | «Crimson Deep»                                                                         | 7:43         |

+ Бонусы:
- Интервью с Тарьей и участниками её выступлений
- Видео: «Into The Sun»
- Фотогалерея 1: Through the eyes of the fans
- Фотогалерея 2: From our vaults: A fly on the wall

## Критика
| Оценки критиков       | Оценки критиков |
| Источник              | Оценка |
| Иноязычные издания    | Иноязычные издания |
| --------------------- | --- |
| About.com             | 3 из 5 звёзд · 3 из 5 звёзд · 3 из 5 звёзд · 3 из 5 звёзд · 3 из 5 звёзд |
| getreadytoROCK        | 4 из 5 звёзд · 4 из 5 звёзд · 4 из 5 звёзд · 4 из 5 звёзд · 4 из 5 звёзд |
| Onemetal.com          | 4 из 5 звёзд · 4 из 5 звёзд · 4 из 5 звёзд · 4 из 5 звёзд · 4 из 5 звёзд |
| seaoftranquility.org  | 4 из 5 звёзд · 4 из 5 звёзд · 4 из 5 звёзд · 4 из 5 звёзд · 4 из 5 звёзд |
| dangerdog.com         | 4 из 5 звёзд · 4 из 5 звёзд · 4 из 5 звёзд · 4 из 5 звёзд · 4 из 5 звёзд |
| Ave Noctum            | 7 из 10 звёзд · 7 из 10 звёзд · 7 из 10 звёзд · 7 из 10 звёзд · 7 из 10 звёзд · 7 из 10 звёзд · 7 из 10 звёзд · 7 из 10 звёзд · 7 из 10 звёзд · 7 из 10 звёзд                     |
| Metal.de              | 8 из 10 звёзд · 8 из 10 звёзд · 8 из 10 звёзд · 8 из 10 звёзд · 8 из 10 звёзд · 8 из 10 звёзд · 8 из 10 звёзд · 8 из 10 звёзд · 8 из 10 звёзд · 8 из 10 звёзд                     |
| fireflameservices.com | 9 из 10 звёзд · 9 из 10 звёзд · 9 из 10 звёзд · 9 из 10 звёзд · 9 из 10 звёзд · 9 из 10 звёзд · 9 из 10 звёзд · 9 из 10 звёзд · 9 из 10 звёзд · 9 из 10 звёзд                     |
| planetmosh.com        | 9,5 из 10 звёзд · 9,5 из 10 звёзд · 9,5 из 10 звёзд · 9,5 из 10 звёзд · 9,5 из 10 звёзд · 9,5 из 10 звёзд · 9,5 из 10 звёзд · 9,5 из 10 звёзд · 9,5 из 10 звёзд · 9,5 из 10 звёзд |

Запись получила хорошие отзывы критиков. Обзор Get Read To Rock написал так: «Этот концертный CD точно порадует её поклонников, […] эпичный метал в сочетании с попом и классикой ещё не звучал так хорошо».
Энт Мэй из Planetmosh похвалил технические моменты, говоря что «освещение невероятно, с множеством цветов и световыми эффектами, плюс используются лазеры, и всё в целом создаёт великолепную картину». Ещё он назвал звук «безупречным» и «кристально чистым»
В своём обзоре Firebrand Media, Ли Уокер сообщил, что «Тарья ещё раз доказала, что она „шагает в одиночестве“, 7 долгих лет прошли с тех пор, как она отделилась от своей предыдущей группы, и всё это время она продолжает доказывать, что она — успешный исполнитель. Act I успешно передал всё волшебство её живых выступлений».

## Чарты
| Чарт DVD (2012)       | Высшая позиция |
| --------------------- | -------------- |
| Austria DVD Chart     | 3              |
| Belgian DVD Chart     | 2              |
| Czech DVD Chart       | 19             |
| Dutch DVD Chart       | 4              |
| Finnish DVD Chart     | 1              |
| German DVD Chart      | 2              |
| Swedish DVD Chart     | 8              |
| Switzerland DVD Chart | 2              |
| France DVD Chart      | 2              |

| Чарт альбомов (2012)            | Высшая позиция |
| ------------------------------- | -------------- |
| Austria Albums Chart            | 36             |
| Belgium Albums Chart (Wallonia) | 82             |
| Belgium Albums Chart (Flanders) | 99             |
| Finland Albums Chart            | 12             |
| German Albums Chart             | 5              |
| Switzerland Albums Chart        | 48             |
| France Albums Chart             | 147            |

## Участники записи
- Тарья Турунен — вокал, фортепиано, клавишные
- Алекс Шолпп[англ.] — электрогитара, акустическая гитара
- Кевин Чоун[англ.] — бас-гитара, бэк-вокал, укулеле
- Christian Kretschmar — клавишные, виолончель
- Майк Террана — ударные, джембе
- Макс Лилья — виолончель

### Приглашенные музыканты
- Даг Уимбиш[англ.] — бас-гитара, акустическая бас-гитара
- Джулиан Барретт[англ.] — электрогитара, акустическая гитара
- Вальдез, Диего[исп.] — вокал («The Phantom of the Opera»)